# Arnsgereuth
Arnsgereuth – dzielnica miasta Saalfeld/Saale w Niemczech, w kraju związkowym Turyngia, w powiecie Saalfeld-Rudolstadt.
Niektóre zadania administracyjne gminy do 30 listopada 2011 realizowane były przez miasto Saalfeld/Saale, które pełniło rolę "gminy realizującej" (niem. erfüllende Gemeinde). 1 grudnia 2011 gmina stała się dzielnicą.